# Gnamptoloma
Gnamptoloma là một chi bướm đêm thuộc họ Geometridae.